# Hexatoma (Eriocera) atrodorsalis
Hexatoma (Eriocera) atrodorsalis is een tweevleugelige uit de familie steltmuggen (Limoniidae). De soort komt voor in het Oriëntaals gebied.